# Flamand oriental
Pour les articles homonymes, voir Flamand.
 (juillet 2008).
Si vous disposez d'ouvrages ou d'articles de référence ou si vous connaissez des sites web de qualité traitant du thème abordé ici, merci de compléter l'article en donnant les références utiles à sa vérifiabilité et en les liant à la section « Notes et références ».
Le flamand oriental ou est-flamand est un dialecte du néerlandais. Il en diffère principalement par la prononciation. 
La prononciation des dialectes de Flandre orientale dépend largement de la situation géographique de ces parlers. On peut distinguer une zone centrale, où le parler est le plus caractéristique et qui suit un axe Eeklo, Deinze, la banlieue ouest de Gand, Audenarde. Pour le reste, les localités situées le long des deux principaux cours d'eau, la Lys et l'Escaut, ainsi que dans les terres situées dans l'angle en amont de leur confluent, s'apparentent plutôt aux localités de Flandre occidentale quant à la prononciation. Les localités situées dans le bassin versant de la Dendre et dans le Sud de cette province, notamment à Renaix, rejoignent, quant à la prononciation, les dialectes brabançons. Les dialectes parlés en aval du confluent de la Lys et de l'Escaut, tendent graduellement vers les dialectes d'Anvers, dont la lointaine parenté avec le brabançon est encore perceptible. Le chef-lieu de province, Gand, est quant à lui à la croisée des chemins et a conservé un dialecte aux accents brabançons, mais avec des caractéristiques sociales liées à la fonction des grandes villes (industrie, division du travail, strates sociales, humour des grandes villes...). Aujourd'hui, l'influence brabançonne et anversoise parvient à sauter çà et là l'obstacle des rivière et fleuve que sont la Dendre et l'Escaut, et gagne du terrain sur le parler provenant encore de l'ouest des deux Flandres. L'influence de la périphérie anversoise et l'adoption, par les médias flamands, d'un langage familier empreint d'accents brabançons pour la diffusion de certains contenus de divertissement contribuent largement à ce qui est appelé communément l'anversisation (« verantwerpsing ») du langage familier dans l'est de la Flandre orientale tandis que l'ouest de la province, ainsi que la province de Flandre-Occidentale y résistent encore fortement.